# Saturn Awards 1983
La 10ª edizione dei Saturn Awards si è svolta il 30 luglio 1983, per premiare le migliori produzioni cinematografiche del 1982.

## Candidati e vincitori
I vincitori sono indicati in grassetto.

### Film

#### Miglior film di fantascienza
- E.T. l'extra-terrestre (E.T.: The Extra-Terrestrial), regia di Steven Spielberg[1]
- Blade Runner, regia di Ridley Scott
- Endangered Species, regia di Alan Rudolph
- Star Trek II - L'ira di Khan (Star Trek II: The Wrath of Khan), regia di Nicholas Meyer
- Tron, regia di Steven Lisberger

#### Miglior film horror
- Poltergeist - Demoniache presenze (Poltergeist), regia di Tobe Hooper[2]
- Creepshow, regia di George A. Romero
- Trappola mortale (Deathtrap), regia di Sidney Lumet
- Il mostro della palude (Swamp Thing), regia di Wes Craven
- La cosa (The Thing), regia di John Carpenter

#### Miglior film fantasy
- Dark Crystal (The Dark Crystal), regia di Jim Henson e Frank Oz[3]
- Conan il barbaro (Conan the Barbarian), regia di John Milius
- Brisby e il segreto di NIMH (The Secret of NIMH), regia di Don Bluth
- La spada a tre lame (The Sword and the Sorcerer), regia di Albert Pyun
- Zapped! - Il college più sballato d'America (Zapped!), regia di Robert J. Rosenthal

#### Miglior attore
- William Shatner - Star Trek II - L'ira di Khan (Star Trek II: The Wrath of Khan)
- Christopher Reeve - Trappola mortale (Deathtrap)
- Henry Thomas - E.T. l'extra-terrestre (E.T.: The Extra-Terrestrial)
- Mel Gibson - Interceptor - Il guerriero della strada (Mad Max 2: The Road Warrior)
- Lee Horsley - La spada a tre lame (The Sword and the Sorcerer)

#### Miglior attrice
- Sandahl Bergman - Conan il barbaro (Conan the Barbarian)
- Nastassja Kinski - Il bacio della pantera (Cat People)
- Mary Woronov - Eating Raoul
- Susan George - The House Where Evil Dwells
- JoBeth Williams - Poltergeist - Demoniache presenze (Poltergeist)

#### Miglior attore non protagonista
- Richard Lynch - La spada a tre lame (The Sword and the Sorcerer)
- Rutger Hauer - Blade Runner
- Roddy McDowall - Classe 1984 (Class of 1984)
- Bruce Spence - Interceptor - Il guerriero della strada (Mad Max 2: The Road Warrior)
- Walter Koenig -  Star Trek II: L'ira di Khan (Star Trek: The Wrath of Khan)

#### Miglior attrice non protagonista
- Zelda Rubinstein - Poltergeist - Demoniache presenze (Poltergeist)
- Irene Worth - Trappola mortale (Deathtrap)
- Dee Wallace - E.T. l'extra-terrestre (E.T. the Extra-Terrestrial)
- Filomena Spagnuolo - The Last Horror Film
- Kirstie Alley - Star Trek II: L'ira di Khan (Star Trek: The Wrath of Khan)

#### Miglior regia
- Nicholas Meyer - Star Trek II: L'ira di Khan (Star Trek: The Wrath of Khan)[4]
- Ridley Scott - Blade Runner
- Steven Spielberg - E.T. l'extra-terrestre (E.T. the Extra-Terrestrial)
- George Miller - Interceptor - Il guerriero della strada (Mad Max 2: The Road Warrior)
- Tobe Hooper - Poltergeist - Demoniache presenze (Poltergeist)

#### Miglior sceneggiatura
- Melissa Mathison - E.T. l'extra-terrestre (E.T.: The Extra-Terrestrial)
- Jay Presson Allen - Trappola mortale (Deathtrap)
- Terry Hayes, George Miller e Brian Hannant - Interceptor - Il guerriero della strada (Mad Max 2: The Road Warrior)
- Jack B. Sowards - Star Trek II - L'ira di Khan (Star Trek II: The Wrath of Khan)
- Albert Pyun, Tom Karnowski e John V. Stuckmeyer - La spada a tre lame (The Sword and the Sorcerer)

#### Migliori effetti speciali
- Carlo Rambaldi e Dennis Muren - E.T. l'extra-terrestre (E.T.: The Extra-Terrestrial)
- Douglas Trumbull e Richard Yuricich - Blade Runner
- Roy Field e Brian Smithies - Dark Crystal (The Dark Crystal)
- Tom Campbell, William T. Conway, John Carl Buechler e Steve Neill - Forbidden World
- Rob Bottin - La cosa (The Thing)

#### Miglior colonna sonora
- John Williams - E.T. l'extra-terrestre (E.T.: The Extra-Terrestrial)
- Basil Poledouris - Conan il barbaro (Conan the Barbarian)
- Ken Thorne - The House Where Evil Dwells
- Jerry Goldsmith - Poltergeist - Demoniache presenze (Poltergeist)
- David Whitaker - La spada a tre lame (The Sword and the Sorcerer)

#### Migliori costumi
- Elois Jenssen e Rosanna Norton - Tron
- John Bloomfield - Conan il barbaro (Conan the Barbarian)
- Norma Moriceau - Interceptor - Il guerriero della strada (Mad Max 2: The Road Warrior)
- Robert Fletcher - Star Trek II - L'ira di Khan (Star Trek II: The Wrath of Khan)
- Christine Boyar - La spada a tre lame (The Sword and the Sorcerer)

#### Miglior trucco
- Dorothy J. Pearl - Poltergeist - Demoniache presenze (Poltergeist)
- José Antonio Sánchez - Conan il barbaro (Conan the Barbarian)
- Sue Dolph - Forbidden World
- Hatsuo Nagatomo - The House Where Evil Dwells
- Werner Keppler e James Lee McCoy - Star Trek II - L'ira di Khan (Star Trek II: The Wrath of Khan)

#### Miglior film internazionale
- Interceptor - Il guerriero della strada (Mad Max 2: The Road Warrior), regia di George Miller ( Australia)
- Detector (The Chain Reaction), regia di Ian Barry ( Australia)
- Classe 1984 (Class of 1984), regia di Mark L. Lester ( Canada)
- The House Where Evil Dwells, regia di Kevin Connor ( Stati Uniti/ Giappone)
- The Last Horror Film, regia di David Winters ( Stati Uniti)

#### Miglior film d'animazione
- Brisby e il segreto di NIMH (The Secret of NIMH), regia di Don Bluth
- L'uccello di fuoco 2772 (火の鳥2772 愛のコスモゾーン), regia di Suguru Sugiyama
- L'ultimo unicorno (The Last Unicorn), regia di Jules Bass e Arthur Rankin Jr.
- I maestri del tempo (Les Maîtres du temps), regia di René Laloux
- Tron, regia di Steven Lisberger

#### Miglior con un budget sotto 1.000.000 di dollari
- La casa (The Evil Dead), regia di Sam Raimi
- Android - Molto più che umano (Android), regia di Aaron Lipstadt
- Eating Raoul, regia di Paul Bartel
- Forbidden World, regia di Allan Holzman
- One Dark Night, regia di Tom McLoughlin

#### Miglior locandina
- John Alvin - E.T. l'extra-terrestre (E.T.: The Extra-Terrestrial)
- Johann Costello - Creepshow
- Richard Amsel - Dark Crystal (The Dark Crystal)
- Edd Riveria - Halloween III - Il signore della notte (Halloween III: Season of the Witch)
- Gerald Scarfe - Pink Floyd The Wall

## Premi speciali
- Life Career Award: Martin B. Cohen
- Posthumous Award: Buster Crabbe